# Rhodospingus
Rhodospingus is een monotypisch geslacht van zangvogels uit de familie Thraupidae (tangaren):
- Rhodospingus cruentus  – Purperkroongors